# 博览会路

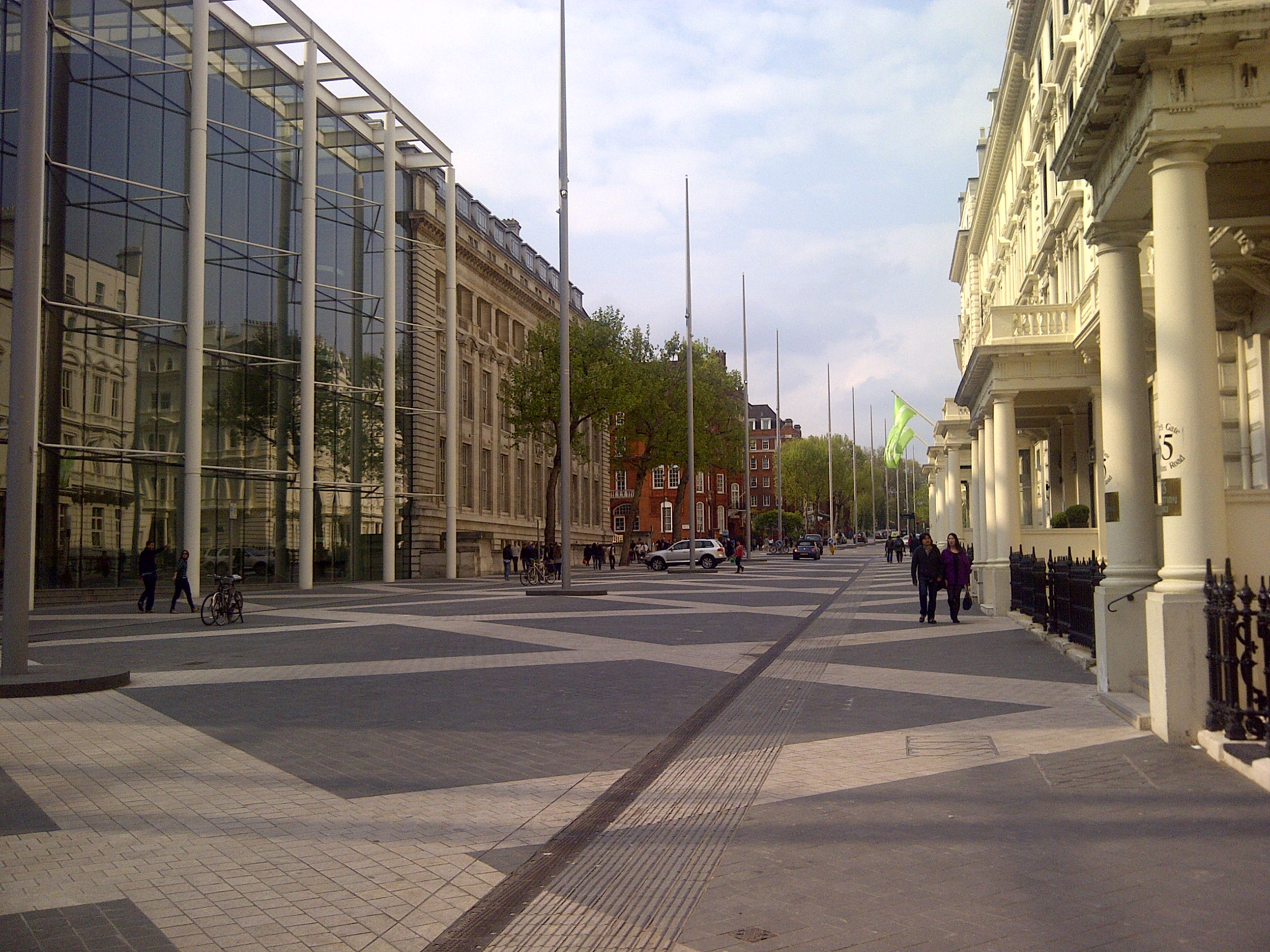
攝於2012年

博览会路（Exhibition Road），是英国伦敦市南肯辛顿的主要道路之一，因1851年举办的万国工业博览会而得名。该路南起伦敦地铁南肯辛顿站，北抵海德公园中的博览会会址。
博览会路是伦敦著名的文教中心之一，英国自然历史博物馆、科学博物馆，以及维多利亚和阿尔伯特博物馆等三大博物馆均位于博览会路。伦敦帝国学院的主要入口也位于博览会路上。

## 圖片集

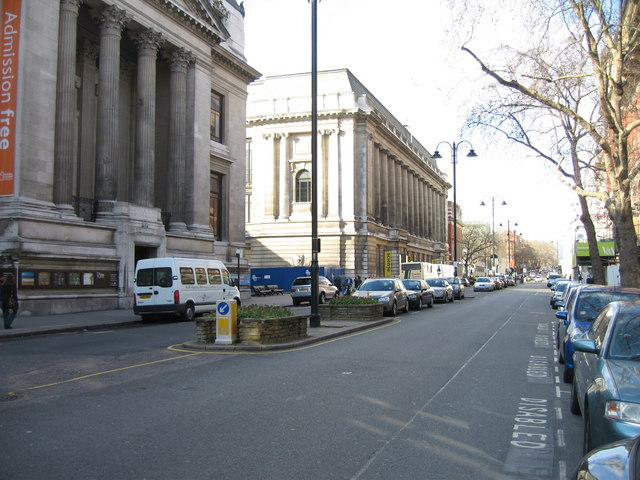
遠望科學博物館
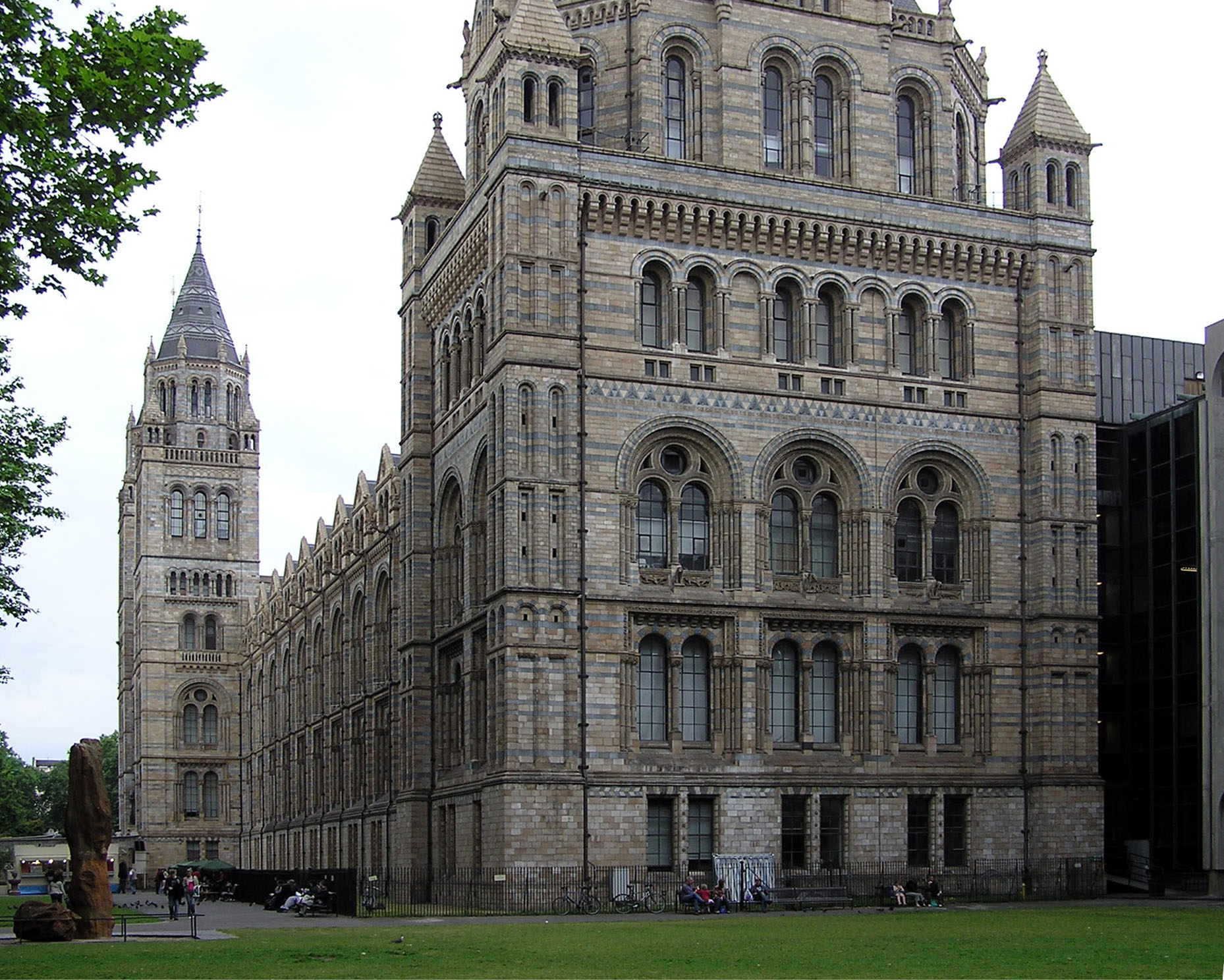
自然史博物館
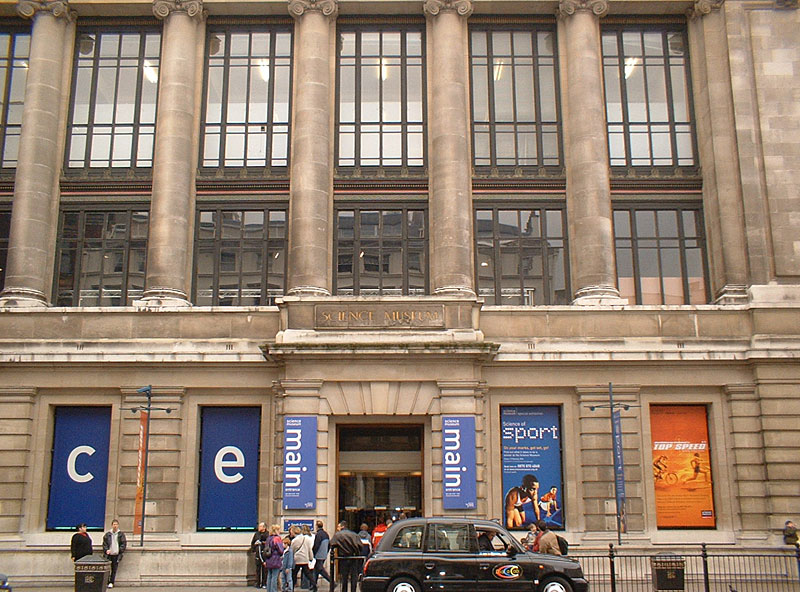
科學博物館正門
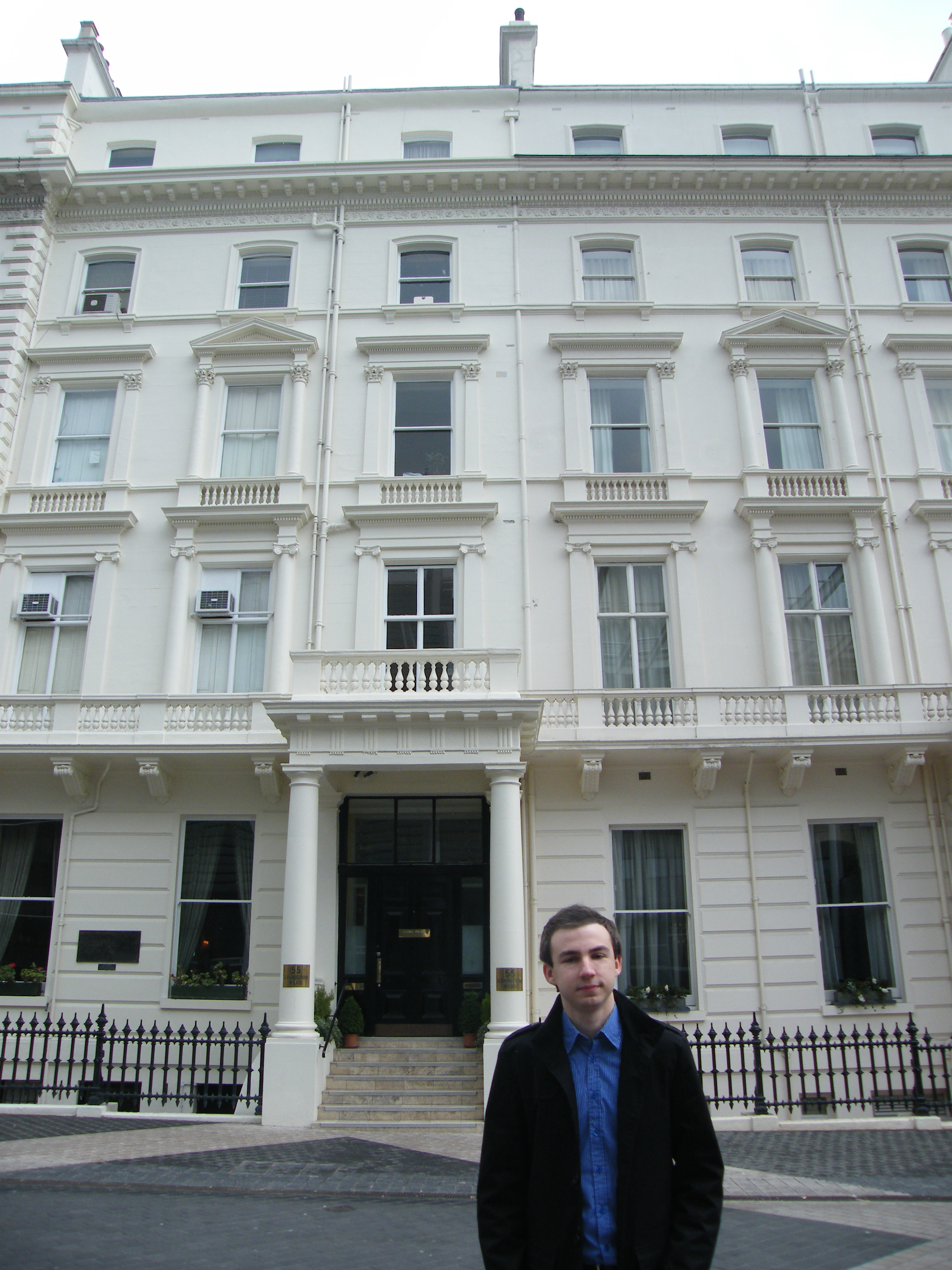
波蘭壁爐俱樂部